# C/2014 A5 (PANSTARRS)
C/2014 A5 (PANSTARRS) — одна з короткоперіодичних комет сім'ї Юпітера. Ця комета була відкрита 4 січня 2014 року; вона мала 21.4m на час відкриття.